# Vauchoux
Vauchoux är en kommun i departementet Haute-Saône i regionen Bourgogne-Franche-Comté i östra Frankrike. Kommunen ligger i kantonen Port-sur-Saône som tillhör arrondissementet Vesoul. År 2022 hade Vauchoux 122 invånare.

## Befolkningsutveckling
Antalet invånare i kommunen Vauchoux
| Referens: INSEE |